# Klein-Nishinas formel
Klein-Nishinas formel är en relativistisk korrektion till beskrivningen av hur fotoner sprids mot elektroner vid högre frekvenser/energier. Den publicerades 1929 av Oskar Klein och Yoshio Nishina.
{\displaystyle {\frac {d\sigma }{d\Omega }}=\alpha ^{2}r_{c}^{2}P(E_{\gamma },\theta )^{2}[P(E_{\gamma },\theta )+P(E_{\gamma },\theta )^{-1}-1+\cos ^{2}(\theta )]/2} 
Härledning av formeln kräver insikt i kvantelektrodynamik. Formeln anger den differentiella träffytan för Comptonspridning av en foton mot en fri elektron som beskrivs i enlighet med Diracekvationen. För låga fotonenergier är träffytan lika med den för Thomsonspridning.
För lågenergtisk röntgenstrålning stämmer den beräknade träffytan väl överens med experimentella resultat. Denna framgång spelade en viktig roll för acceptansen av Diracekvationens beskrivning av laddade spinn-1/2 partiklar. Ekvationen underskattade däremot träffytan när fotoner med den högsta då kända energin – 2,62 MeV gammastrålning från Tl-208 – spreds mot elektroner i ämnen med högt atomnummer, till exempel bly. Denna effekt kunde förstås först efter att positronen upptäckts 1932 och parbildning observerats 1933.